# Bárbara González Barrera
Bárbara Alejandra González Barrera (Santiago de Chile, 1975) es una artista sonora y artista visual chilena, licenciada en la Universidad de Chile entre 2000 y 2004.
En el año 2007 obtuvo su título de pintora con distinción máxima, elaborando un trabajo de tesis que daría pie a unos de los proyectos que desarrollaría hasta el día de hoy: Acción Rizoma.
Su producción artística muestra la mezcla entre aspectos performáticos y objetuales, utilizando tecnologías análogas y digitales, donde elabora ensamblajes sonoro-visuales que son presentados a través de múltiples soportes entrelazados para abordar relaciones espacio/temporales.

## Biografía
Nace en 1975 en Santiago de Chile. Su primer acercamiento a la tecnología comenzó cuando era una niña, mostrando particular interés en la colección de objetos y dispositivos de distintas características que encontraba a su alrededor, como casetes, televisores antiguos, juguetes, etc. Estudió Licenciatura en Artes con mención en Artes Visuales en la Universidad de Chile y en el año 2007 obtiene el título de pintora con máxima distinción.
Durante los años 2006 y 2007, presenta en importantes escenarios de Santiago de Chile la obra Acción Rizoma (con el auspicio de FONDART 2006), donde es autora, guionista y directora. Posteriormente entre los años 2009 y 2011 obtiene una beca Conicyt para cursar estudios de Máster en el extranjero de Producción e Investigación Artística en la Universidad de Barcelona, obteniendo una Matrícula de Honor como un premio extraordinario que otorga esa universidad.
En su trayectoria artística ha participado en importantes exposiciones y encuentros nacionales e internacionales, como el II Festival de artistas vinculados a la Creación sonora (2011) en el Convent de Sant Agustí de Barcelona; In-Sonora VII (2012) realizado en el MNCARS (Museo Nacional Centro de Arte Reina Sofía) de Madrid; el Festival Multidisciplinario de Kleylehof (2014), Austria; Festival de Arte Sonoro Tsonami de Valparaíso en sus versiones VII, IX y X; entre otros.

## Obra

### Estrategia Artística
La observación de su entorno es uno de los ejercicios que realiza para ejecutar experimentaciones estéticas a través de la recolección de materiales que dispone a su alrededor, como chatarra, casetes, televisores viejos o juguetes.
Desde esa experimentación con materiales encontrados, comienza a realizar ensamblajes sonoro-visuales resignificándolos y relacionándolos desde su propio cuerpo como un agente más, mediante una puesta en escena o performance que dialoga con el espacio y tiempo, invitando a los espectadores a ser parte de esta experiencia estética y conceptual para percibir nuevas posibilidades poéticas de los objetos y sus relaciones, a través de la estimulación sonora.
Su vínculo con la tecnología pasa a ser una exploración entre dispositivos análogos, electrónicos y digitales; donde la luz, el sonido y su propio cuerpo toman un rol protagónico para establecer una transversalidad con los distintos elementos que utiliza, a partir de un ordenamiento pensado a modo de una partitura musical que se despliega en distintos formatos: video, experiencias sonoras, dibujos e instalaciones.

### Acción Rizoma
La artista, quien es la autora, guionista y directora, la define como ensamblaje sonoro-visual por su constante reconstrucción. Es una performance sonoro-visual que se realiza a partir de múltiples medios tecnológicos y análogos, donde el cuerpo humano se suma como una pieza más de ensamble que funciona como activador de los distintos elementos que componen la obra, concebidos como "archivos". 

#### Versiones de Acción Rizoma
- 23 de julio de 2007: Acción Rizoma, En el límite de todas las artes
- 18 de mayo de 2007: Vuelvan las luces y las conexiones espaciales de Acción Rizoma
- 2 de diciembre de 2013: Acción rizoma en TSONAMI.[6]

### Obras Relevantes
- 2000: We are the robots
- 2006 - 2017: Acción Rizoma